# 新潟県立新潟商業高等学校
新潟県立新潟商業高等学校（にいがたけんりつ にいがたしょうぎょうこうとうがっこう）は、新潟県新潟市中央区白山浦に位置する県立商業高等学校であり、現存する日本国内の商業高校としては、横浜商業高校、神戸商業高校に次いで3番目に古い歴史を持つ学校である。通称「新商(しんしょう)」。

## 概要

### 経緯
同校の創立は1883年（明治16年）開校の北越興商会付属新潟商業学校に遡り、全国でも6番目（三菱商業学校（実質的には慶應義塾の分校であり、同校開校時は明治義塾と改称していた）も含めれば7番目）に開校した商業学校であり、現存する商業高校としては3番目に古い（横浜商業高校、神戸商業高校に次ぐ）学校である。北越興商会は、当時新潟新聞の主筆を務めていた尾崎行雄が主唱者となり、新潟の商業近代化を目指して1881年に結成された団体で、後の新潟商業会議所、現在の新潟商工会議所の源流となった組織である。商業学校の設置運営は北越興商会の主要な事業のひとつであった。その後、北越興商会の解散により公立化し、新潟区立、新潟市立、新潟県立と変遷し、戦後の学制改革で新潟県立新潟商業高等学校となった。なお1967年に開校した定時制の新潟県立船江高等学校（同校の定時制中心校・新潟中央高・新潟南高の各定時制課程を統合し開校）は長く同校と校舎を共有していたが、新潟県立新潟翠江高等学校の開校に伴い2007年3月に船江高校は閉校した。2011年、旧校舎（白山浦3代目校舎）老朽化に伴う校舎新築のための設計予算が計上され、2016年7月に現校舎（白山浦4代目校舎）が完成した。

### 年表
- 1881年2月- 尾崎行雄が主唱し、北越興商会が結成される。
- 1883年11月 - 北越興商会付属新潟商業学校として、新潟市中央区礎町（現・クロスパル新潟の地）に開校。
- 1885年4月 - 北越興商会解散により、維持費困難をきたす。
- 1887年3月 - 公立に移管し、新潟区立商業学校となる。
- 1889年4月 - 市制施行により新潟市立商業学校となる。
- 1890年1月 - 宇尾野藤八校長（第5代）就任。学校再建と発展のため、教育体制の改革と校舎整備計画に着手。
- 1899年5月 - 新潟市中央区学校町2番町（新潟師範学校跡地 現・新潟大学歯学部付近とされる）の新校舎（南山校舎）に移転。礎町の跡地には新潟市立礎小学校が移転する。
- 1903年4月 - 県立に移管し新潟県立商業学校となる。
- 1905年4月 - 二蛇両翼一星に学校のイニシャル「N・C」を配した校章を制定し、帽章とした
- 1906年4月 - 新潟県立新潟商業学校と改称。
- 1910年4月 - 商船科を設置し、新潟県立新潟商業商船学校となる。
- 1911年12月 - 新潟市中央区白山浦2丁目（現在地）の新校舎（白山浦初代校舎）に移転。
- 1915年4月 - 商船科を廃止して新潟県立新潟商業学校となる。
- 1922年3月 - 校歌制定式挙行。
- 1933年10月 - 籠球部全国制覇。
- 1934年10月 - 庭球部、籠球部全国制覇。
- 1937年10月 - 柔道部全国制覇。
- 1939年9月 - 籠球部全国制覇。
- 1944年4月 - 戦時非常措置による工業学校転換で、新潟県立第二新潟工業学校となる。
- 1946年2月 - 原因不明の失火により本館はじめ校舎（白山浦初代校舎）の殆どが焼失。
- 1946年4月 - 新潟県立新潟商業学校に復す。
- 1948年4月 - 学制改革により新潟県立新潟商業高等学校となる。男女共学を実施し、6名の女子生徒が入学する。
- 1948年6月 - 定時制課程（中心校）を設置する。
- 1964年4月 - 巻農業高校内野分校（定時制課程）を同校の所属とする。
- 1964年6月 - 新潟地震により白山浦2代目校舎罹災。
- 1967年4月 - 同校中心校の定時制課程などを統合して新潟県立船江高等学校が新設開校。
- 1967年10月 - 新潟地震災害校舎復旧落成式挙行。（白山浦3代目校舎）
- 1970年3月 - 中心校の定時制課程が閉校となる。
- 1978年3月 - 定時制内野分校が閉校となる。
- 1986年4月 - 情報処理科を開設。
- 1996年4月 - 国際教養科を開設。
- 2005年4月 - 新年度募集より商業科・会計科を総合ビジネス科とする。
- 2007年3月 - 新潟県立船江高等学校が閉校。
- 2012年 - 校舎老朽化に伴う全面改築が決定。
- 2016年7月 - 白山浦4代目校舎（現校舎）が完成。

## 校歌
- 『新潟県立新潟商業高等学校校歌』 - 作詞：相馬御風、作曲：大和田愛羅

## 交通
新潟島の教育機関が多く立地するエリアにあり、近隣には新潟県立新潟高等学校や新潟県立新潟中央高等学校などがある。
公共交通
- JR越後線 白山駅北口より徒歩約6分
- 新潟交通 C3 信濃町線・W1 有明線・W2 西小針線 「新潟商業高校前」バス停より徒歩約1分
  - 同バス停には朝時間帯に市内各方面から直通運行される「モーニングライナー」も停車する。

自動車
- E49磐越自動車道（E8北陸自動車道・E7日本海東北自動車道と接続） 新潟中央インターチェンジより車15分
- 国道8号（新潟バイパス） 桜木インターチェンジより車15分

## 部活動

### 概要
- 運動部
  - 硬式野球部
  - 陸上競技部
  - 吹奏楽部
  - 文化部
  - 男子バスケットボール部
  - 女子バスケットボール部
  - 男子ソフトテニス部
  - 女子ソフトテニス部
  - 剣道部
  - 柔道部
  - 軟式野球部
  - ダンス部
  - ラグビー部
  - 男子バレーボール部
  - 女子バレーボール部
  - 登山部
  - 男子卓球部
  - 女子卓球部
  - 男子バドミントン部
  - 女子バドミントン部
  - サッカー部
  - ソフトボール部
  - 男子硬式テニス部
  - 女子硬式テニス部
- 文化部
  - 珠算部
  - 書道部
  - ワープロ部
  - 華道部
  - 美術部
  - 演劇部
  - カメラ部
  - 簿記部
  - 茶道部
  - コンピュータ部
  - 図書同好会
  - 馬術同好会
  - ボランティア同好会
  - ESS同好会
  - 料理同好会
  - 商業クラブ
  - 生徒会総務

### 特筆される成績
- 男子バスケットボール部
  - 全国高等学校総合体育大会（インターハイ）には29回出場、国民体育大会（国体）には21回出場、全国高等学校バスケットボール選手権大会（ウインターカップ）には21回出場を達成している。1999年には全国高等学校総合体育大会（インターハイ）で優勝を果たしている。
- 硬式野球部
  - 明治神宮野球大会（秋）には出場経験はないが、全国高等学校野球選手権大会（夏）には7回出場、選抜高等学校野球大会（春）には1回出場を達成している。

## 日商簿記甲子園
- 2024年度、第1回全国高等学校日商簿記選手権大会（日商簿記甲子園）開催（日本商工会議所日商簿記検定施行70周年記念事業）の参加校である。

## 著名な卒業生
- 風間栄一（1936年ベルリン五輪レスリング日本代表。1964年東京五輪レスリング日本代表監督。日本レスリング協会会長（1987 - 88年））[1]
- 小沢辰男（元衆議院議員。新潟国際情報大学の運営法人新潟平成学院理事長。本校同窓会の会長、名誉会長も歴任（1916年 - 2013年））
- 岡沢吉夫 - （スキー選手、陸上選手、八王子市議会議員、八王子市体育協会会長、八王子スキー連盟設立者（初代会長）、東京都スキー連盟理事および副会長、全日本スキー連盟理事）
- 横山堅七（バスケットボール選手。1936年ベルリンオリンピック日本代表選手）[2]
- 吉井精三郎（バスケットボール選手。1936年ベルリンオリンピック日本代表選手）[2]
- 吉井四郎（バスケットボール指導者。東京五輪バスケットボール日本代表監督。吉井精三郎の弟）[2]
- 日下光 - プロバスケットボール選手（1999年インターハイ優勝時のメンバー。仙台89ERS所属。）
- 池田雄一 - プロバスケットボール選手（新潟アルビレックスBB所属）
- 齋藤崇人 - プロバスケットボール選手（新潟アルビレックスBB所属）
- 亀崎鮎太（サッカー選手）
- 小林まこと（漫画家 柔道部物語で描かれた岬商業高は同校がモデル）[3]
- まことじ（漫画家）
- 渡辺浩司（元プロ野球選手）
- 星野順治（元プロ野球選手・福岡ソフトバンクホークス引退後もコーチ、球団スタッフ）
- 水落敏栄（自由民主党参議院議員）
- 武田隆二（神戸大学名誉教授）[要出典]
- 永野則雄（法政大学会計大学院教授）[要出典]
- 阿部康雄（競輪選手）
- 高橋道映（新潟日報社相談役（前代表取締役社長）[要出典]
- 白井慶吉（日本基督教団の牧師、日本基督教団第5代総会議長）
- 坪川洹平（実業家・慈善家）
- 大塩綾子（新潟放送アナウンサー）

## その他
- 新潟県内の高等学校で唯一、国家資格の基本情報技術者試験（FE）の午前科目免除制度の認定校となっている[4][5]。